# استرورز میلز (پنسیلوانیا)
استرورز میلز (به انگلیسی: Strodes Mills) یک منطقهٔ مسکونی در ایالات متحده آمریکا است که در شهرستان میفلن، پنسیلوانیا واقع شده‌است. استرورز میلز ۷۵۷ نفر جمعیت دارد.